# Alonso de Peñafiel
Alonso de Peñafiel, né en 1593 à Riobamba (Vice-royauté du Pérou) et décédé le 2 novembre 1657 à Lima, est un jésuite péruvien.

## Biographie
Il était fils du capitaine Alonso de Peñafiel, corregidor de Quito et de Riobamba, et de Doña Lorenza de Araujo. Il a étudié la philosophie et la théologie à San Pablo, au collège de Cuzco et à l'Université San Marcos de Lima. Il fut admis en 1610 dans la Compagnie de Jésus. Il enseigna les belles-lettres, la philosophie et la théologie à Cuzco et Lima. Son cours de philosophie a été adopté dans les écoles du Pérou. Sur la demande du Vice-Roi le comte de Chinchón il y a également rédigé les Obligaciones y excelencias des trois ordres militaires de Calatrava, Santiago et Alcántara, que son disciple Pedro de Pinedo publia à Madrid en 1643. Réputé pour son éloquence, on conserve malheureusement seulement certains fragments de ses poésies. Il semble qu'il préparait également pour l'édition un tome de théologie naturelle.

## Œuvres
- Cursus integri philosophici tomus primus : complectens Disputationes de summulis, de vniuersalibus, Lyon, Philippe Borde, Laurent Arnaud & Claude Rigaud, 1653 ;
- Cursus integri philosophici tomus secundus : complectens Disputationes XVI in libros Aristotelis de physico auditu, Lyon, Philippe Borde, Laurent Arnaud & Claude Rigaud, 1654 ;
- Cursus integri philosophici tomus tertius, Lyon, Philippe Borde, Laurent Arnaud & Claude Rigaud, 1655.